# جون آر. بيرس
جون آر. بيرس (بالإنجليزية: John R. Pierce)‏‏ (27 مارس 1910 في دي موين، آيوا - 2 أبريل 2002 في سانيفال، كاليفورنيا) مهندس، وكاتب، وأستاذ جامعي، وكاتب خيال علمي، وروائي من الولايات المتحدة.

## الجوائز
- قلادة العلوم الوطنية[30]
- وسام إديسون[31]
- قلادة ستيوارت بلنتين[32]
- جائزة تشارلز ستارك دريبر[33]
- جائزة اليابان[34]
- جائزة موريس ليبمان التذكارية لمعهد مهندسي الكهرباء والإلكترونيات[35]
- John Scott Medal [الإنجليزية]‏[36]
- جائزة ماركوني[37]
- National Academy of Engineering Founders Award  [لغات أخرى]‏[38]
- ميدالية الشرف لمعهد مهندسي الكهرباء والإلكترونيات [الإنجليزية]‏[39]
- القاعة الوطنية للمخترعين المشاهير[40]
- زمالة الجمعية الأمريكية الفيزيائية

## روابط خارجية
- جون آر. بيرس على موقع IMDb (الإنجليزية)
- جون آر. بيرس على موقع الموسوعة البريطانية (الإنجليزية)
- جون آر. بيرس على موقع ميوزك برينز (الإنجليزية)